# Epormenis unimaculata
Epormenis unimaculata är en insektsart som först beskrevs av Ronald Gordon Fennah 1941.  Epormenis unimaculata ingår i släktet Epormenis och familjen Flatidae. Inga underarter finns listade i Catalogue of Life.